# United States Marshals Service

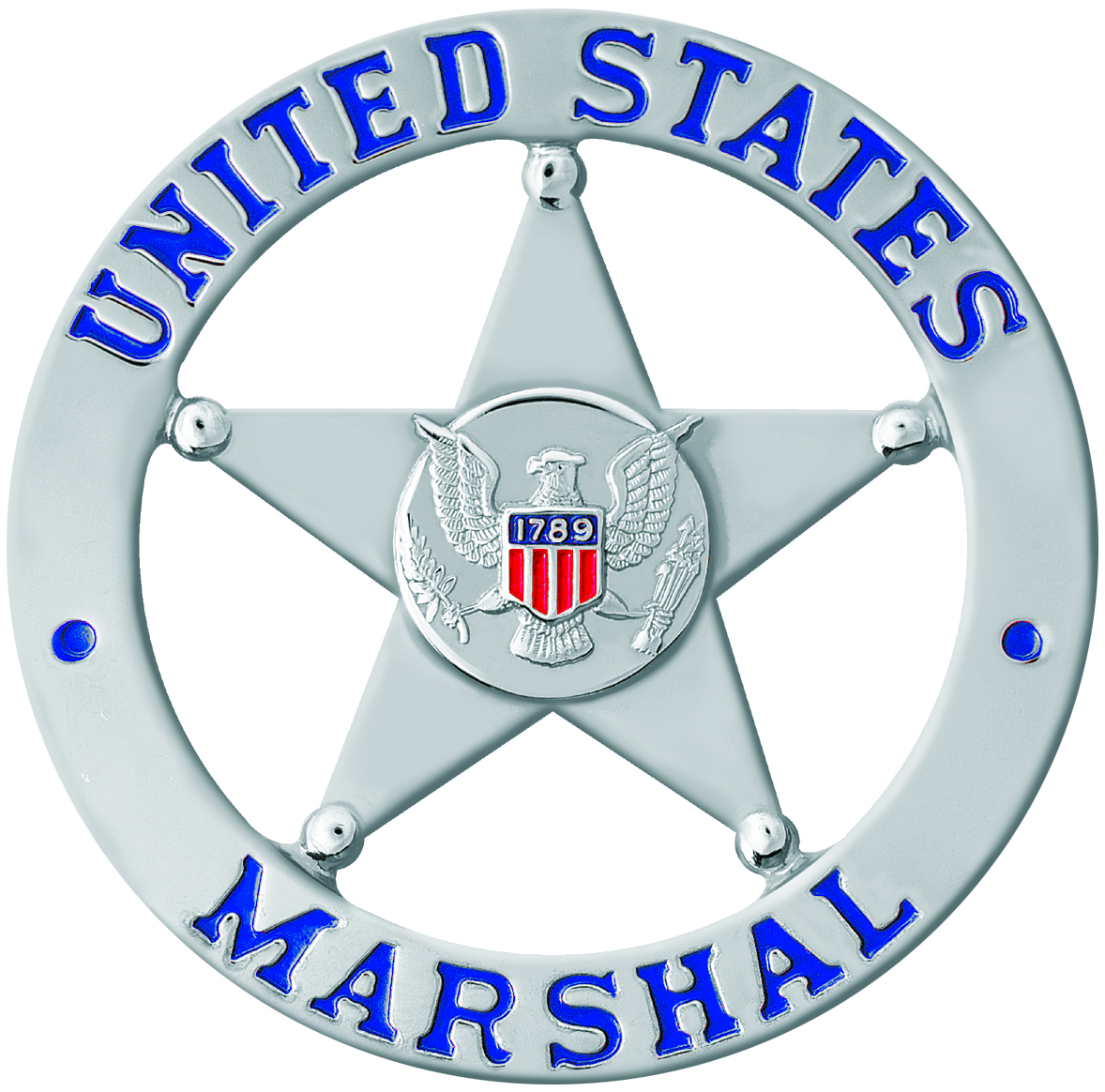
A szervezet jelvénye

A United States Marshals Service nevű szervezet egy speciális szövetségi rendőri szerv az Amerikai Egyesült Államokban, mely a Szövetségi Igazságügyminisztériumnak van alárendelve az FBI-jal, a DEA-vel, az ATF-fel és más szövetségi rendőri szervekkel együtt.
Mivel az Egyesült Államokban szövetségi szinten nem működik általános hatáskörű rendőrség, ezért korlátozott hatáskörű, specializálódott civil és egyenruhás szervek léteznek különböző minisztériumok alá rendelve. A US Marshal Service az országban legrégebben működő rendvédelmi szerv, nem sokkal a függetlenségi háború vége után alapították.

## Tevékenység
A szervezet tevékenysége sokrétű, főként a tanúvédelem alatt álló személyek védelmével és körözött személyek felkutatásával, illetve elfogásával foglalkozik, de hatáskörei között megemlíthető a bírósági épületek védelme, a szövetségi hatáskörbe tartozó elítéltek börtönök közötti szállítása, repülőtéri ellenőrzés, illetve amerikai polgári repülőjáratokon az utasok biztonságának védelme (egyes járatokon fegyveres, civil ruhás légimarshal utazik). A USMS gyakran működik együtt az FBI-jal és más hasonló szövetségi rendvédelmi szervekkel, kiterjedt és széles körű bűnügyi nyomozati munkát is végez, komoly bűncselekmények elkövetésével vádolt személyeket nem egyszer a szervezet által lefolytatott nyomozások alapján állítják bíróság elé.

## Szervezeti felépítés
A szerv felépítése az FBI-éhoz hasonló, minden államban van képviselete (területi iroda), a központja Washingtonban van, élén főigazgató áll, akit a szövetségi igazságügyi miniszter nevez ki. A US Marshals Service alapvetően civil, bűnügyi rendőri szerv, azaz nem katonai rend szerint tagozódik és tagjai nem viselnek egyenruhát, kivéve egyes bevetéseken, ahol kék színű, sárga POLICE-US Marshal feliratú razziamellényben lehet látni a szövetségi marshalokat, alapvető köznapi viseletük egyébként az FBI és a többi szövetségi szerv ügynökeihez hasonlóan egyszerű öltöny, kilétüket igazolványuk felmutatásával igazolják. A US Marshal Service leendő tagjait is Quanticóban, az FBI-akadémián képzik ki, kiképzésük nagyjából megegyezik az FBI-ügynökök kiképzésével.